# Szalontüdő
A szalontüdő, más néven savanyú tüdő, pájsli, vagy pejsli a sertés szívének és tüdejének felhasználásával készülő étel. Készíthető marha- vagy bárány-alapanyagból is. A vadassal rokon, krumpli- vagy zsemlegombóccal szokás fogyasztani. Savanyú, laktató táplálék.
A magyarországi rendszerváltást megelőző és az akörüli években az élelmiszer-tartósítással foglalkozó magyarországi vállalatok gyorsfagyasztott („Mirelite”) kivitelben is előállították és forgalmazták.